# Ashley Greene
Ashley Michele Greene Khoury (Jacksonville, Florida, 21 de febrero de 1987), más conocida como Ashley Greene es una actriz y modelo estadounidense conocida por su papel de Alice Cullen en la saga Crepúsculo y la nueva película del 2025 Criatura Voraz de MAX

## Biografía
Ashley nació en Jacksonville, Florida, y es la hija de Michele, quien es aseguradora, y Joe Greene, un infante de marina de Estados Unidos que ahora es dueño de su propio negocio. Creció en Middleburg y Jacksonville y asistió a University Christian School antes de transferirse a Wolfson High School cuando estaba en décimo grado. Se mudó a Los Ángeles, California, a la edad de 17 para perseguir una carrera como actriz. Greene tiene un hermano mayor llamado Joe, que aún reside en Jacksonville con sus padres.
Greene es buena amiga de sus coestrellas de Crepúsculo, en particular de los actores Kellan Lutz y Jackson Rathbone a quien conocía antes del rodaje de la saga. Greene ha indicado que ella creció viendo el fútbol y es un fan de la Florida Gators.

## Carrera

### Actuación
Inicialmente su deseo era convertirse en modelo, pero se le dijo que ella no era lo suficientemente alta para ser una modelo de moda. Después de recibir clases de interpretación decidió optar por una carrera de actuación y dejó a un lado su trabajo como modelo. Ha participado en distintas series de televisión como Punk'd y Crossing Jordan así como anuncios comerciales tales como Burger King. En 2005 apareció en el vídeo musical del dueto t.A.T.u, titulado Dangerous and Moving.
En 2008 interpretó a Alice Cullen en la película Crepúsculo, basada en el best seller homónimo de Stephenie Meyer. Volvió a interpretar este papel en las siguientes películas de la saga: New Moon, Eclipse y las dos partes de Breaking Dawn. Además en 2008 formó parte del videoclip de la canción Decode del grupo punk-rock Paramore. Esta canción fue lanzada como parte del álbum Twilight: Original Motion Picture Soundtrack, banda sonora oficial de Crepúsculo. En 2009 actuó en la película canadiense de suspenso llamada Summer's Blood cuyo estreno fue en noviembre de ese año.

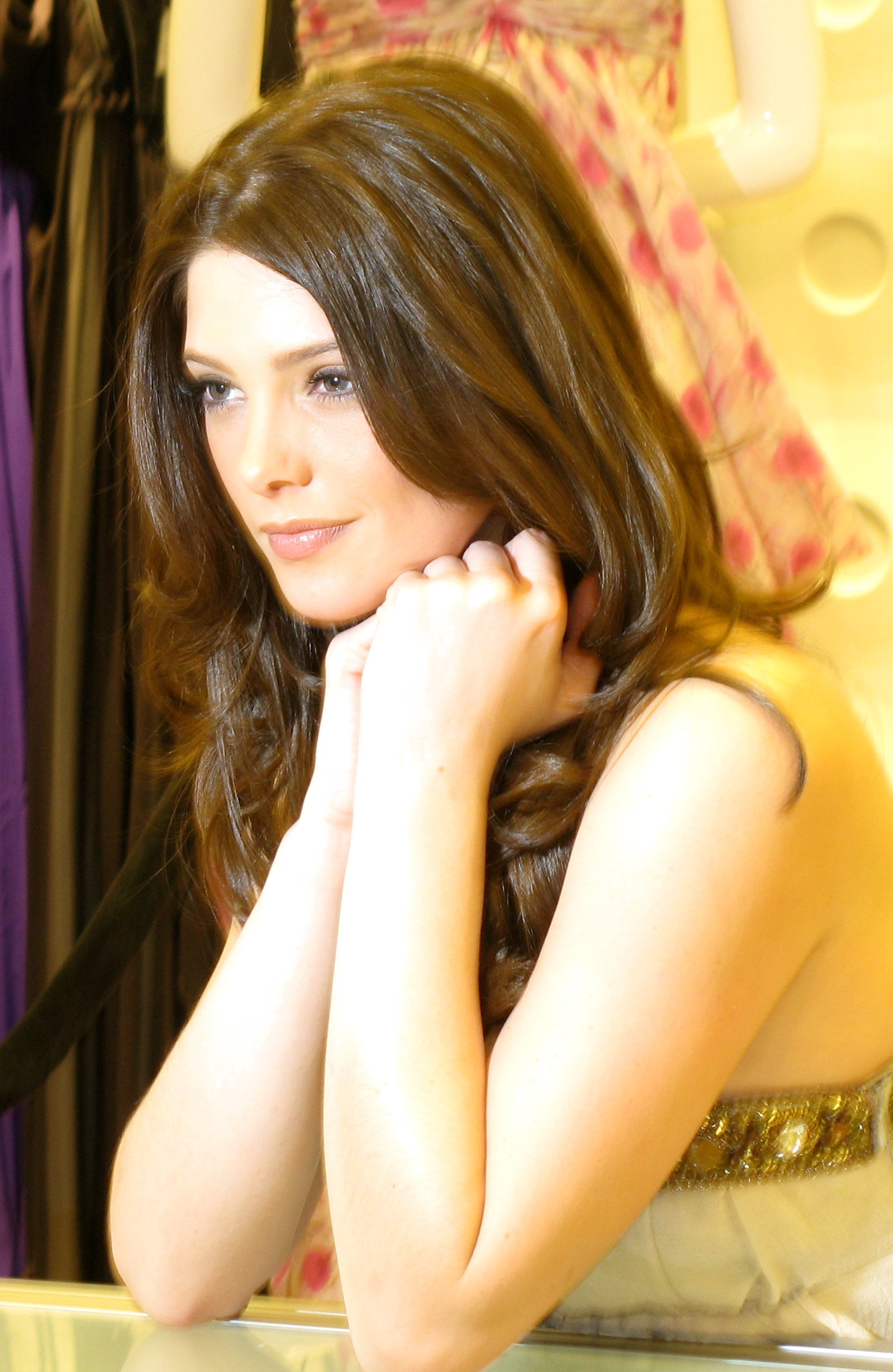
Ashley Greene en 2009.

Greene interpretó el papel de Michelle Burkham en la película de drama Skateland, que se estrenó en el Festival de Cine de Sundance en 2010. Además, ese año, recibió el premio The Style Icon Award en los Hollywood Life’s Young Hollywood Awards. En 2011 participó junto a su coestrella de Crepúsculo, Kellan Lutz, en la película A Warrior's Heart interpretando a Brooklyn Milligan el interés amoroso del personaje de Lutz.
En 2011 participó en la película Butter, junto a Jennifer Garner y Ty Burrell. Ashley interpreta a Kaitlin Pickler, rebelde hijastra de Laura Pickler, personaje encarnado por Jennifer Garner. En el año 2012, Greene apareció la película de drama adolescente LOL junto a Miley Cyrus y Demi Moore. Greene interpreta a Ashley, una compañera de clase de Lola, personaje interpretado por Miley Cyrus, con el que al comienzo son antagónicas pero luego hacia el final su relación cambia. En noviembre de 2011 los medios informaron que la actriz participaría en la serie estadounidense Pan Am, firmando en un principio para grabar tres episodios. El personaje que interpreta es Amanda, quien tendrá contacto directo con Ted, papel interpretado por Michael Mosley. Los personajes de ambos son amigos de la infancia, dado que sus padres también eran amigos. A principios de marzo de 2012 los medios informaron que la actriz interpretará el papel de Alice Garano en la película estadounidense de la cadena ABC, Americana. Ashley llevará a cabo el papel de una chica que se unirá al negocio del diseñador Robert Soulter, personaje interpretado por Anthony LaPaglia.

En 2012 protagonizó la película de terror La aparición que narra la historia de la joven pareja Kelly (Greene) y Ben (Sebastian Stan) quienes, cuando empiezan a tener lugar sucesos extraños en su casa, descubren que hay una presencia a la que se llamó por error durante un experimento parapsicológico de una universidad. Esta horrible aparición los atormenta allá a dónde tratan de escapar. Su última esperanza es un experto de lo sobrenatural (Tom Felton), pero incluso con su ayuda puede que sea demasiado tarde para salvarlos de una terrible fuerza. La película comenzó a rodarse el 1 de febrero, de 2010 y tuvo su estreno en el año 2012. 

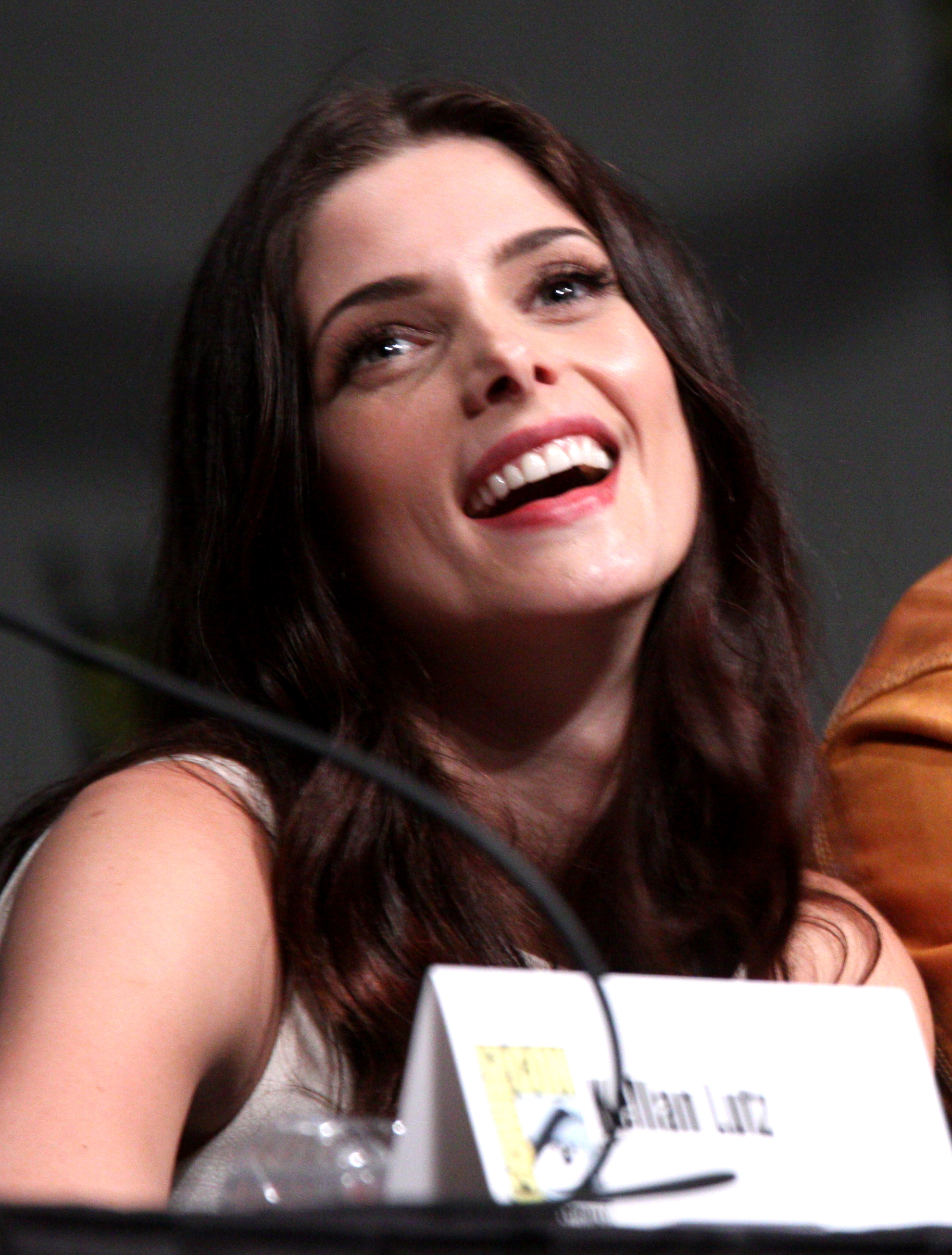
Ashley Greene en la Convención Internacional de Cómics de San Diego 2012

En julio de 2013 se anunció que Ashley sustituiría a la actriz Anna Kendrick en la película Wish I Was Here debido a que esta última tendría problemas de horarios por la filmación de otra película. La película está bajo la dirección de Zach Braff y coprotagonizado por Jim Parsons, Kate Hudson y por el mismo director. La película cuenta la historia de Aidan Bloom (Braff), un actor, padre y esposo de 35 años de edad que todavía intenta buscar un sentido a su vida. Su sueño de niño era ser un caballero espacial, y todavía piensa en ello constantemente, a pesar de sus penurias económicas. Cuando ya no puede pagar el colegio privado de sus hijos, decide empezar a darles clase en su casa. Aunque su vida pronto se convertirá en un caos, poco a poco descubrirá rasgos de él mismo que desconocía. Un dato curioso de la producción de este film es que Zach Braff, luego de asegurar que los grandes estudios cinematográficos no eran una opción para producir su filme, emprendió una iniciativa a través de la plataforma de financiamiento Kickstarter, el 24 de abril, pidiendo a sus seguidores apoyo para recaudar dos millones de dólares, cantidad que superó en solo tres días. La campaña finalizó con un total de 3.1 millones de dólares recaudados. La película se estrenó en el Festival de Sundance el 18 de enero de 2014. En junio de 2012 se informó que Ashley participaría en la película CBGB interpretando el papel de Lisa Kristal. La película se centra en el conocido club neoyorquino llamado CBGB, el cual permaneció varias décadas siendo uno de los referentes en la gran manzana, hasta que una dura disputa interna provocó su clausura en el año 2006. Su estreno en cines fue en octubre de 2013.
Fue presentadora de los 2010 MTV Video Music Awards el 12 de septiembre de 2010. El 11 de enero de 2012 Ashley fue anfitriona de los 2012 People's Choice Awards. El 6 de junio de 2012 presentó el premio a Best Video Collaboration en los 2012 CMT Music Awards. El 14 de junio de 2012 Ashley fue la maestra de ceremonia de los Young Hollywood Awards, en el cual la actriz también obtuvo el premio a Superestrella Femenina del Mañana.

### Modelo

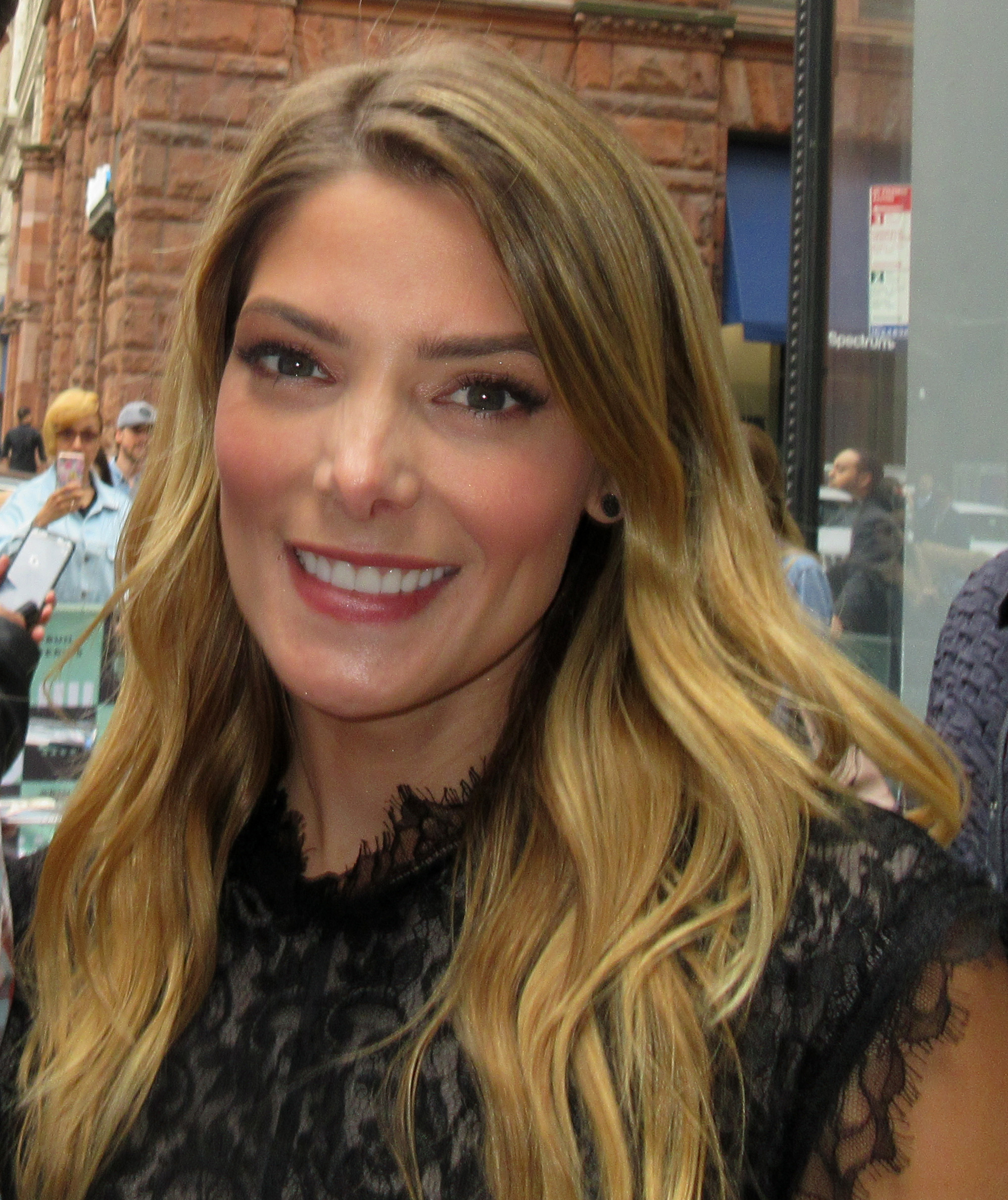
Ashley Greene en mayo de 2018

Greene ha sido portada numerosa veces de importante revistas tales como Nylon,Esquire Magazine, Women's Health (Sudáfrica), Marie Claire, (Estados Unidos) GQ, BlackBook Magazine, Flare Magazine, Cosmopolitan, Allure Magazine, y de la revista estadounidense Lucky Magazine. Apareció en un bikini bodypaint para la campaña Lifewater Skinsuit de las bebidas SoBe que apareció en la edición de 2010 de Sports Illustrated Swimsuit Edition.
Ashley ha trabajado como modelo para fotógrafos como Carlos Armando o Tyler Shields y ha hecho varias campañas publicitarias para Fenk Junk.

#### Avon
En junio de 2010 fue nombrada embajadora de Avon, siendo de este modo la nueva imagen de Mark Cosmetics y sustituyendo en el cargo a otra actriz, Lauren Conrad, quien fue imagen de la casa por varios años. Actualmente continúa trabajando para dicha marca de cosméticos.
Greene ha sido premiada por PETA por su decisión de representar a Avon y comprometerse a terminar con la política de probar cosméticos en animales.

#### DKNY/DKNY Jeans
En octubre de 2011 se informó que la actriz sería la nueva embajadora de la marca de ropa DKNY. Protagonizó la campaña Otoño-Invierno 2012/2013 junto con Johannes Huebl. La campaña fue fotografiada por Peter Lindbergh.

#### Oakley Gafas
A comienzos del año 2014 se anunció que Greene sería la nueva cara para la campaña de Oakley Gafas en su lanzamiento de Sunglass Hut en Estados Unidos. Sunglass Hut pertenece al grupo italiano Luxottica, el líder mundial en diseño, fabricación y distribución de gafas graduadas y de sol de media y alta gama y lujo.

## Vida personal
La actriz es amante de las mascotas, sobre todo de los perros. En marzo del año 2013 se incendió el apartamento que la actriz ocupaba en el tercer piso de un edificio en West Hollywood. En el incidente solo pudieron rescatar a uno de sus dos perros del momento y el otro murió. Las dos mascotas eran de raza fox terrier.

### Relaciones amorosas
En el verano de 2010 comenzó a salir con el cantante Joe Jonas, miembro de la banda Jonas Brothers. En marzo de 2011 se comunicó que la pareja había terminado tras nueve meses de noviazgo debido a las apretadas agendas de ambos.
A principios de diciembre de 2011 se confirmó que Ashley y el actor y músico Reeve Carney estaban saliendo. La relación terminó después de diez meses. Desde octubre de 2013 la actriz mantiene una relación con el presentador de la televisión australiana Paul Khoury. Se casó con él en julio de 2018. En marzo de 2022 hizo público su primer embarazo. El 16 de septiembre de 2022 nació su hija, Kingsley Rainn Khoury.

## Filmografía

### Cine
| 2007 | El rey de California                      | Chica del McDonalds |
| 2008 | Otis                                      | Kim #4              |
| 2008 | Twilight                                  | Alice Cullen        |
| 2009 | Shrink                                    | Missy               |
| 2009 | Summer's Blood                            | Summer Matthews     |
| 2009 | The Twilight Saga: New Moon               | Alice Cullen        |
| 2010 | Skateland                                 | Michelle Burkham    |
| 2010 | The Twilight Saga: Eclipse                | Alice Cullen        |
| 2010 | Radio Free Albemuth                       | Rhonda              |
| 2011 | A Warrior's Heart                         | Brooklyn Milligan   |
| 2011 | Butter                                    | Kaitlen Pickler     |
| 2011 | The Twilight Saga: Breaking Dawn - Part 1 | Alice Cullen        |
| 2012 | LOL                                       | Ashley              |
| 2012 | La aparición                              | Kelly               |
| 2012 | The Twilight Saga: Breaking Dawn - Part 2 | Alice Cullen        |
| 2013 | CBGB                                      | Lisa Kristal        |
| 2014 | Wish I Was Here                           | Janine              |
| 2014 | Kristy                                    | Violet              |
| 2014 | Burying the Ex                            | Evelyn              |
| 2015 | Staten Island Summer                      | Krystal Manicucci   |
| 2016 | Holidays                                  | TBA                 |
| 2016 | Urge                                      | Theresa             |
| 2016 | In Dubious Battle                         | Danni Stevens       |
| 2016 | Shangri-La Suite                          | Priscilla Presley   |
| 2017 | Max & Me                                  | Rachel (Voz)        |
| 2019 | Bombshell                                 | Abby Huntsman       |
| 2020 | Blackjack: The Jackie Ryan Story          | Jenny Burke         |
| 2021 | Aftermath                                 | Natalie Dadich      |
| 2021 | One Shot                                  | Zoe                 |
| 2022 | The Immaculate Room                       | Simone              |
| 2023 | The Retirement Plan                       | Ashley              |
| 2024 | Some Other Woman                          | Renata              |
| 2025 | The Ritual                                | Hermana Rose        |

### Televisión
| Televisión | Televisión      | Televisión       | Televisión    | Televisión                       | Televisión |
| Año        | Título          | Título           | Rol           | Tipo                             |            |
| Año        | Título original | Título en España | Rol           | Tipo                             |            |
| ---------- | --------------- | ---------------- | ------------- | -------------------------------- | ---------- |
| 2005       | Punk'd          | Punk'd           | Novia         | Programa de televisión MTV       |            |
| 2006       | Crossing Jordan | Crossing Jordan  | Ann Rappaport | Serie de televisión: 1 episodio  |            |
| 2006       | MADtv           | n/e              | Amber         | Serie de televisión: 1 episodio  |            |
| 2006       | Desire          | n/e              | Renata        | Serie de televisión: 7 episodios |            |
| 2008       | Shark           | Shark            | Natalie Faber | Serie de televisión: 1 episodio  |            |
| 2011-2012  | Pan Am          | Pan Am           | Amanda Mason  | Serie de televisión: 5 episodios |            |
| 2012       | Americana       | Americana        | Alice Garano  | Película para televisión         |            |

## Premios y nominaciones
| Año  | Premio                 | Categoría                                                | Título                            | Resultado |
| ---- | ---------------------- | -------------------------------------------------------- | --------------------------------- | --------- |
| 2009 | Teen Choice Awards     | Mujer fresca de una película                             | Crepúsculo                        | Ganadora  |
| 2009 | Scream Awards          | Mejor actriz secundaria                                  | Crepúsculo                        | Nominada  |
| 2009 | Scream Awards          | Mejor elenco (Compartido con el elenco)                  | Crepúsculo                        | Nominada  |
| 2010 | Teen Choice Awards     | Mujer "roba escenas"                                     | New Moon                          | Ganadora  |
| 2010 | Teen Choice Awards     | Los aficionados más fanáticos (Compartido con el elenco) | New Moon                          | Ganadora  |
| 2010 | Young Hollywood Awards | Icono del Estilo                                         | Icono del Estilo                  | Ganadora  |
| 2011 | Teen Choice Awards     | Mujer "roba escenas"                                     | Eclipse                           | Ganadora  |
| 2012 | Young Hollywood Awards | Superestrella Femenina del Mañana                        | Superestrella Femenina del Mañana | Ganadora  |
| 2012 | Teen Choice Awards     | Mujer "roba escenas"                                     | Breaking Dawn                     | Ganadora  |